# Зольштедт
Зольштедт (нем. Sollstedt) — община в Германии, в земле Тюрингия. 
Входит в состав района Нордхаузен.  Население составляет 3251 человек (на 31 декабря 2010 года). Занимает площадь 17,56 км².